# Jürgen Nöldner
Jürgen Nöldner (Berlin, 1941. február 22. – Berlin, 2022. november 21.) olimpiai bronzérmes keletnémet válogatott német labdarúgó, középpályás. Az év keletnémet labdarúgója (1966).

## Pályafutása

### Klubcsapatban
1949-ben a Sparta Lichtenberg korosztályos csapatában kezdte a labdarúgást, majd a Turbine BEWAG Berlin csapatában folytatta. 1957-ben a Vorwärts Berlin korosztályos csapata igazolta le. 1959 és 1973 között a Vorwärts Berlin csapatában 285 bajnoki mérkőzésen 88 gólt szerzett.  Öt keletnémet bajnoki címet és egy kupagyőzelmet szerzett a csapattal. 1966-ban az év keletnémet labdarúgójának választották.

### A válogatottban
1960 és 1969 között 30 alkalommal szerepelt a keletnémet válogatottban és 16 gólt szerzett. Az Egyesült Német Csapat tagjaként bronzérmet szerzett az 1964-es tokiói olimpián.

## Sikerei, díjai
- Az év keletnémet labdarúgója (1966)

 Egyesült Német Csapat
- Olimpiai játékok
  - bronzérmes: 1964, Tokió

 Vorwärts Berlin
- Keletnémet bajnokság (Oberliga)
  - bajnok (5): 1960, 1961–62, 1964–65, 1965–66, 1968–69
- Keletnémet kupa (FDGB Pokal)
  - győztes: 1970